# 齊藤寛
齊藤 寛（さいとう ひろし、1934年〈昭和9年〉3月21日 - 2024年〈令和6年〉8月10日）は、日本の実業家。シャトレーゼホールディングス創業者。

## 来歴
1934年、山梨県東山梨郡勝沼町（現：甲州市）生まれ。山梨県立日川高等学校卒業。
1954年に今川焼き風の焼き菓子店「甘太郎」を出店し、創業。1959年に有限会社甘太郎を設立し、代表取締役に就任。1964年に大和アイス株式会社を設立し、1967年に2社を合併して株式会社シャトレーゼを設立。代表取締役に就任し、2008年に会長に昇格。2010年に株式会社シャトレーゼを株式会社シャトレーゼホールディングスに商号変更し、代表取締役社長に。2018年社長職を次女の齊藤貴子に譲り、同社の会長に。
2024年8月10日、心不全のため死去。90歳没。

## 人物
趣味はゴルフと読書とクラシック音楽鑑賞。

## テレビ出演
- 日経スペシャル カンブリア宮殿（テレビ東京）
  - 大手に出来ないことをやれ！ 格安スイーツで年商500億円！反骨のシャトレーゼ80歳の執念（2014年11月6日）- 出演時、シャトレーゼHD 社長[5]。
  - コロナでも快進撃！ スイーツのシャトレーゼの独自戦略（2020年10月15日）- 出演時、シャトレーゼHD 会長[6]。

## 著書
- 『シャトレーゼは、なぜ「おいしくて安い」のか』（2021年9月21日、CCCメディアハウス）ISBN 9784484212289